# European Women's Futsal Tournament 2020
L'European Women's Futsal Tournament 2020 è la 4ª edizione del torneo continentale riservato ai club di calcio a 5 femminili vincitori nella precedente stagione del massimo campionato delle federazioni affiliate alla UEFA. La competizione si è giocata dal 12 al 15 aprile 2020.

## Squadre partecipanti
Tutte le nazioni che partecipano schierano una sola squadra, per un totale di 6 squadre.

### Lista
I club sono stati ordinati in base al ranking della nazionale.

| Rank | Squadra               | Urna |
| ---- | --------------------- | ---- |
| 1/H  | Atlético Navalcarnero | 1    |
| 2    | Aurora                | 1    |
| 3    | Benfica               | 1    |
| 4    | IMS Kiev              | 1    |
| 5    | Salinis               | 1    |
| 8    | Feyenoord             | 1    |

Note
- (TH) – Squadra campione in carica
- (H) – Squadra ospitante

### Formula
Le 6 squadre si affrontano in due gironi da tre, sorteggiati ad aprile. Le prime di ogni girone si affrontano nella finale, le seconde per il 3º posto e le terze per il 5º posto.

## Fase a gironi

### Gruppo A
| Squadra | P.ti | G | V | N | P | GF | GS | DR |
| ------- | ---- | - | - | - | - | -- | -- | -- |
|         | 0    | 0 | 0 | 0 | 0 | 0  | 0  | 0  |
|         | 0    | 0 | 0 | 0 | 0 | 0  | 0  | 0  |
|         | 0    | 0 | 0 | 0 | 0 | 0  | 0  | 0  |

| Antequera 12 aprile 2020 |  | – |  |  |

| Antequera 13 aprile 2020 |  | – |  |  |

| Antequera 14 aprile 2020 |  | – |  |  |

### Gruppo B
| Squadra | P.ti | G | V | N | P | GF | GS | DR |
| ------- | ---- | - | - | - | - | -- | -- | -- |
|         | 0    | 0 | 0 | 0 | 0 | 0  | 0  | 0  |
|         | 0    | 0 | 0 | 0 | 0 | 0  | 0  | 0  |
|         | 0    | 0 | 0 | 0 | 0 | 0  | 0  | 0  |

| Antequera 12 aprile 2020 |  | – |  |  |

| Antequera 13 aprile 2020 |  | – |  |  |

| Antequera 14 aprile 2020 |  | – |  |  |

## Fase a eliminazione diretta

### Tabellone
|  | Finale |  |
|  |        |  |

|  | Finale 3º posto |  |
|  |                 |  |

|  | Finale 5º posto |  |
|  |                 |  |

### Finale 5º posto
| Antequera 15 aprile 2020 |  | – |  |  |

### Finale 3º posto
| Antequera 15 aprile 2020 |  | – |  |  |

### Finale
| Antequera 15 aprile 2020 |  | – |  |  |